# Capitanata

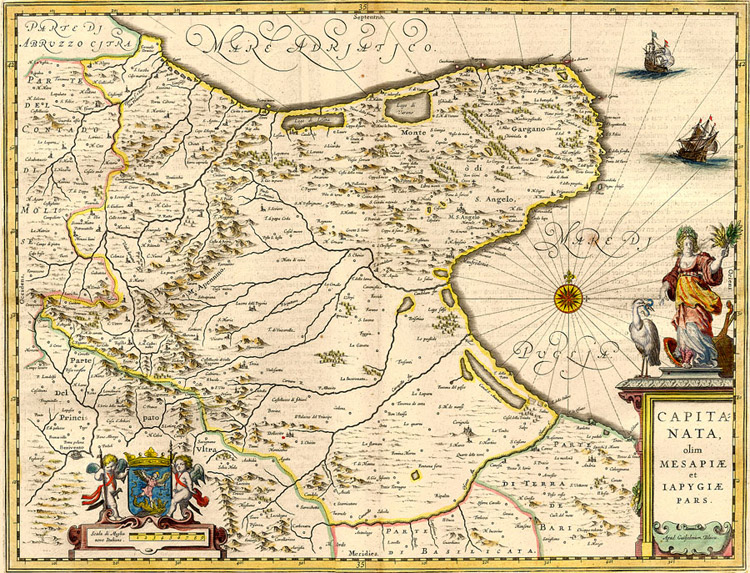
Capitanata régi térképe

Capitanata (olaszul hivatalosan Giustizierato di Capitanata, majd Provincia di Capitanata) a Nápolyi Királyság, majd Két Szicília Királyságának egyik közigazgatási egysége volt Puglia régióban, Területe nagyjából lefedte az ókori Daunia, illetve napjaink Foggia megyéjének területét. Terra di Bari és Terra d’Otrantóval együtt alkotta Puglia régiót. 
Nevét a Nyugatrómai Birodalom bukása után Dél-Itáliában megalapított bizánci katapanátus után kapta. A 14. században alapították a nápolyi királyok. 1579-ig székhelye San Severo volt, 1806-ig pedig Lucera, majd ezt követően Foggia. 
Délen a Terra di Bari, nyugaton Campania régió, északon Molise régió, keleten pedig az Adriai-tenger határolta. Címere Szent Mihály arkangyalt ábrázolta, a Gargano vidékének védőszentjét. 
1806-ban három járásra osztották (Foggia, San Severo és Bovino). Ezeket 1927-ben törölték el, amikor Capitanata  megalakult területén a mai Foggia megye.

## Fordítás
- Ez a szócikk részben vagy egészben  a   Capitanata című olasz Wikipédia-szócikk ezen változatának fordításán alapul.  Az eredeti cikk szerkesztőit annak laptörténete sorolja fel. Ez a jelzés csupán a megfogalmazás eredetét és a szerzői jogokat jelzi, nem szolgál a cikkben szereplő információk forrásmegjelöléseként.